# Frederik Watz
Frederik Watz (Linköping, 9 settembre 1976) è un pilota motociclistico svedese ritiratosi dall'attività agonistica.
Anche suo padre, Kjell Watz, ha corso come pilota motociclistico professionista.

## Carriera
La sua carriera nel motociclismo è iniziata nel 1998 disputando la prima stagione del campionato nazionale svedese di velocità e giungendo al 4º posto nella classe 250 con una Yamaha. Nel 2001 e nel 2003 vince il campionato svedese 250, mentre giunge 7º in quello europeo del 2002, diciannovesimo nel 2003, 2º nel 2004 e ventunesimo nel 2005.
Per quanto riguarda le competizioni del motomondiale ha l'occasione per debuttare in occasione del Gran Premio motociclistico del Portogallo 2003 dove giunge 21º.
Anche nelle stagioni seguenti ha la possibilità di effettuare altri 6 gran premi, tutti nella classe 250 su Yamaha ad eccezione della stagione 2008 dova la sua unica presenza è stata in sella ad una Aprilia; in nessuna occasione riesce però a conquistare punti validi per la classifica iridata.
Nel 2008 ha corso nel campionato Supersport degli Stati Uniti.

## Risultati nel motomondiale
| 2003 | Classe | Moto   |  |  |  |  |  |  |  |  |  |  |    |  |  |  |  |  |  |  | Punti | Pos. |
| ---- | ------ | ------ |  |  |  |  |  |  |  |  |  |  | -- |  |  |  |  |  |  |  | ----- | ---- |
| 2003 | 250    | Yamaha |  |  |  |  |  |  |  |  |  |  | 21 |  |  |  |  |  |  |  | 0     |      |

| 2004 | Classe | Moto   |  |  |  |  |  |  |  |  |    |  |  |  |  |  |  |     |  |  | Punti | Pos. |
| ---- | ------ | ------ |  |  |  |  |  |  |  |  | -- |  |  |  |  |  |  | --- |  |  | ----- | ---- |
| 2004 | 250    | Yamaha |  |  |  |  |  |  |  |  | NP |  |  |  |  |  |  | Rit |  |  | 0     |      |

| 2005 | Classe | Moto   |  |  |    |     |     |    |  |    |  |  |  |  |  |  |  |  |  |  | Punti | Pos. |
| ---- | ------ | ------ |  |  | -- | --- | --- | -- |  | -- |  |  |  |  |  |  |  |  |  |  | ----- | ---- |
| 2005 | 250    | Yamaha |  |  | 17 | Rit | Rit | 18 |  | NE |  |  |  |  |  |  |  |  |  |  | 0     |      |

| 2008 | Classe | Moto    |  |  |  |  |  |  |  |  |    |  |    |  |  |  |  |  |  |  | Punti | Pos. |
| ---- | ------ | ------- |  |  |  |  |  |  |  |  | -- |  | -- |  |  |  |  |  |  |  | ----- | ---- |
| 2008 | 250    | Aprilia |  |  |  |  |  |  |  |  | 18 |  | NE |  |  |  |  |  |  |  | 0     |      |

| Legenda | 1º posto        | 2º posto            | 3º posto            | A punti      | Senza punti        | Grassetto – Pole position Corsivo – Giro più veloce |
| Legenda | Gara non valida | Non qual./Non part. | Ritirato/Non class. | Squalificato | '-' Dato non disp. | Grassetto – Pole position Corsivo – Giro più veloce |